# Feliks Płażek
Feliks Płażek (ur. 30 maja 1882, Złoczów – zm. 11 września 1950, Kraków) – polski dramaturg i pisarz.
Był synem Edwina Teodora Płażka i Stefanii z domu Wesołowskiej. Brat Edwina. Studiował prawo w Wiedniu. Mieszkał we Lwowie i Krakowie. Publikował w „Czasie”, „Przeglądzie Polskim”, „Przeglądzie Współczesnym”, „Gazecie Literackiej”. Tworzył dramaty odwołujące się do wątków antycznych i poetyki Wyspiańskiego, Słowackiego i Maeterlincka. W twórczości nawiązywał również do historii Bizancjum oraz legendarnych dziejów Polski. Spoczywa na Cmentarzu Salwatorskim (sektor SC14-1-16).

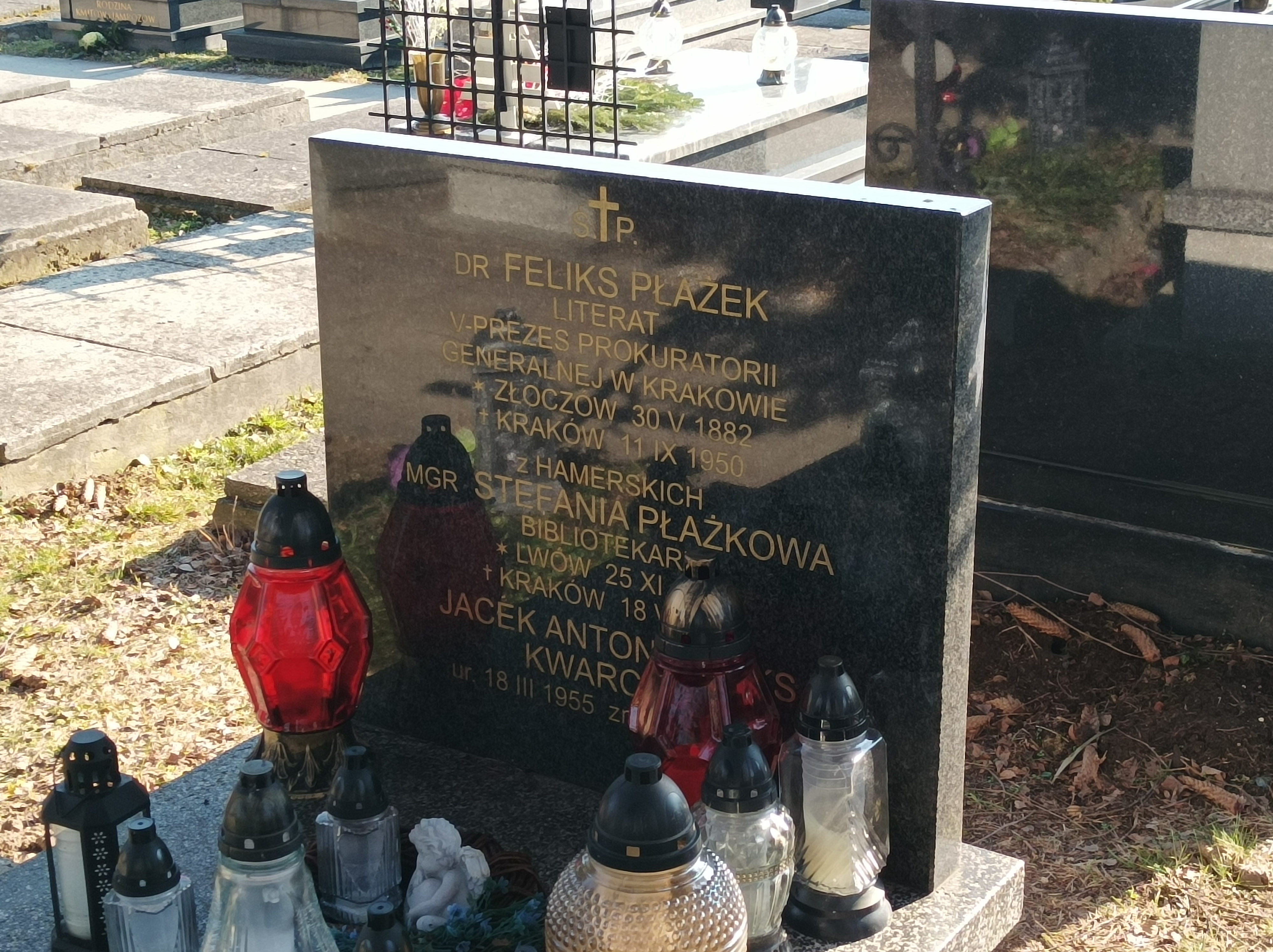
Grób Feliksa Płażka na Cmentarzu Salwatorskim

Wybrane dzieła:
- Elektra (1904)
- Święta wiosna (1904)
- Pogrom (1906)
- Eire (1907)
- Legenda o królowej Alestis (1914)
- Powrót (1919)
- Ardea (1925)
- Napięty łuk (1931)
- Zburzenie Trebizondy (1936)
- Ifigenia (1937)
- Topór (1938)